# کیچیک-قره‌کول (شهرستان آلای)
کیچیک-قره‌کول (به لاتین: Kichi-Karakol) یک منطقهٔ مسکونی در قرقیزستان است که در شهرستان آلای واقع شده‌است. کیچیک-قره‌کول ۱٬۳۰۴ نفر جمعیت دارد و ۲٬۶۷۹ متر بالاتر از سطح دریا واقع شده‌است.